# Maskingevær
Et maskingevær er et fuldautomatisk bånd- eller magasinfødet skydevåben af kaliberen 6,5-14,5 mm. Fuldautomatiske våben af større kaliber kaldes maskinkanoner. I modsætning til halvautomatiske våben, der kræver et nyt tryk på aftrækkeren for hvert skud, fortsætter et maskingevær med at skyde, indtil aftrækkeren slippes. Et maskingevær kan være et mandbåret våben eller fastmonteret i affutage på køretøjer, fly, fartøjer eller i faste stillinger. 
På landjorden bruges maskingeværet primært til at affyre spredte byger mod fjenden for at tvinge ham i dækning og dermed forhindre ham i at skyde tilbage. Traditionelt er der derfor ikke brug for avancerede sigtemidler på især lette maskingeværer. Dog kan der monteres optiske sigtemidler eller benyttes ammunition med lysspor til, især i mørke, at justere skyderetningen mod målet.
På skibe bruges tunge maskingeværer, nogle gange sat sammen i par, som antiluftskyts.
Et maskingeværs pibe (løb) bliver ved længerevarende skydning ophedet så meget, at den kan tage skade. Derfor anvendes på nogle modeller vekselpiber, der udskiftes efter hver længere skydning. Nogle maskingeværer er bygget op som såkaldte Gatling-maskingeværer med et antal roterende løb, der muliggør en meget høj skudkadence i forhold til traditionelle maskingeværer.
Det danske militær bruger flere forskellige typer maskingeværer, bl.a. MG3, en lettere moderniseret udgave af det tyske MG42 i kaliber 7.62 x 51 mm NATO og Browning M2-maskingeværet.